# Kaare Klint
Kaare Klint (Frederiksberg, 15 dicembre 1888 – Copenaghen, 28 marzo 1954) è stato un designer danese.

## Biografia
Figlio del celebre architetto Peder Vilhelm Jenser Klint, fu dapprima pittore, poi affermato designer di mobili industriali.
Cercò di riprodurre, prima di orientarsi verso il funzionalismo, le forme e le proporzioni dei mobili antichi.
Fu inoltre buon architetto ed operò un restauro del museo Thorvaldsen.